# Kamal Khudaverdiyev
 (août 2024).
Kamal Khudaverdiyev (en azéri : Kamal Ağahüseyn oğlu Xudaverdiyev ; né le 3 mai 1938 à Bakou et mort le 23 avril 2008 à Bakou) est un acteur azéri, Artiste du peuple de la République d'Azerbaïdjan (1991). 

## Biographie
Kamal Khoudaverdiyev, qui termine ses études supérieures en 1965, est accepté dans la troupe le 1er octobre sur proposition de Tofiq Kazimov, directeur en chef du Théâtre national académique dramatique azerbaïdjanais. À l'exception d'une courte pause, il travaille uniquement au Théâtre académique.
Kamal Aghahuseyn oglu Khudaverdiyev en tant qu'acteur est un représentant de l'école du style psychologique lyrique. Il remporte ses rôles les plus brillants dans les performances d'œuvres de ce genre. 
En plus du théâtre, l'acteur interprète de nombreux personnages dans les représentations de la télévision nationale.
Au cours des différentes années, il joue différents personnages dans les films au studio de cinéma: Azerbaïdjanfilm. L'enquête continue (Chingizov), L'interview la plus importante (Hasanov), Bataille dans les montagnes (Rustamov), Nasimi (Yusif), Absheron (Ali), Face au vent (chef de l'usine), Tu ne peux pas emporter l'île avec toi (père), Chambre d'hôtel (scientifique).
Il était un retraité présidentiel.